# Ultramicroelectrodo
Un ultramicroelectrodo (UME) es un electrodo de trabajo utilizado en sistema de tres electrodos. El pequeño tamaño del ultramicroelectrodo les da en general unas relativamente grandes capas de difusión, y unas corrientes en general. Estas características permiten al ultramicroelectrodo lograr condiciones de estado estables y muy altas velocidades de barrido (V/s) con una distorsión limitada. Los ultramicroelectrodos fueron desarrollados de forma independiente por Wightmann y Fleischmann alrededor de 1980.

## Estructura
Los ultramicroelectrodos son definidos a menudo como electrodos que son más pequeños que la capa de difusión realizados en un experimento de fácil acceso. Una definición de trabajo es un electrodo que tiene al menos una dimensión (la dimensión crítica) menor de 25 micras. Los electrodos de Platino con un radio de 5 micras están disponibles comercialmente y se han hecho electrodos con la dimensión crítica de 0,1 micras. Electrodos con dimensión crítica aún más pequeña han sido reportados en la literatura, pero existen en su mayoría como pruebas conceptuales. El ultramicroelectrodo más común es un electrodo en forma de disco creado ensartando un alambre delgado en vidrio, resina o plástico. La resina se corta y se pule para exponer una sección transversal del cable. Otras formas, tales como cables y rectángulos, también han sido reportadas.

## Aplicación

### Región lineal
Cada electrodo tiene un rango de velocidades de barrido llamada la región lineal. La respuesta a un par redox reversible en la región lineal es un "pico de difusión controlada" que se puede modelar con la ecuación de Cottrell. El límite superior de la región lineal útil está envuelto por un exceso de corriente de cambio combinada con las distorsiones creadas a partir de corrientes de pico ancho y la resistencia asociada. Las escalas de corriente es lineal con la velocidad de barrido, mientras que el pico de corriente, que contiene la información útil, lo es con la raíz cuadrada de la velocidad de barrido. Cuando la velocidad de barrido aumenta, la respuesta relativa del pico disminuye. Algunas de las corrientes pueden ser mitigadas con una compensación RC y/o matemáticamente eliminados después del experimento. Sin embargo, las distorsiones resultantes del aumento de corriente y de la resistencia asociada no se pueden restar. Estas distorsiones en última instancia, limitar la velocidad de barrido para la que el electrodo es útil. Por ejemplo, un electrodo de trabajo con un radio de 1,0 mm no es útil para los experimentos mucho mayores de 500 mV/s. 
Moviendo las gotas de un ultramicroelectrodo se pasan las corrientes así aumenta la velocidad de barrido útil hasta 106 V/s. Estas velocidades de escaneo más rápidas permiten la investigación de mecanismo de reacción electroquímicos, con mucha mayor rapidez que las que pueden ser explorados con electrodos de trabajo ordinarios. Al ajustar el tamaño del electrodo de trabajo se puede estudiar un enorme rango cinético. Para el ultramicroelectrodo solo las reacciones muy rápidas pueden ser estudiados a través de la corriente de pico dado que la región lineal solo existe para el ultramicroelectrodo a muy altas velocidades de barrido.

### Región del estado estacionario
A velocidades de barrido menores que los de la región lineal es una región que es matemáticamente complicada de modelar y raramente investigada. Incluso a velocidades de barrido lento existe la región en estado estacionario. En el estado de estacionario la región lineal muestra los rastros en pantalla de los pares redox reversibles como pasos en lugar de picos. Estos pasos pueden ser fácilmente modelado para datos significativos.
Para acceder a la región del estado estacionario debe caer la velocidad de barrido. Como las tasas de exploración son más lentos, las corrientes relativas también caen hasta un punto determinado reduciendo la fiabilidad de la medición. La baja relación del volumen de la capa de difusión al área superficial de electrodos fijos de medios regulares no se puede hacer lo suficientemente baja antes de que sus medidas de corriente dejen de ser fiables. En contraste, la proporción del volumen de difusión de la capa de la superficie del electrodo es mucho mayor para UME. Cuando la velocidad de barrido de la UME se ha caído rápidamente entra en el régimen de estado estacionario en las tasas de utilidad de exploración. Incluso aunque los ultramicroelectrodos suministran pequeñas corrientes totales sus corrientes de estado estacionario son altas comparadas con los electrodos regulares.